# نادي ناصر الفكرية
نادي ناصر الرياضي بالفكرية أو نادي ناصر الفكرية هو نادي تأسس في صعيد مصر في مركز أبو قرقاص، بمحافظة المنيا بالمدينة الفكرية، وهو يعتبر من الأندية الشعبية في صعيد مصر ويلعب في الدوري المصري القسم الثالث ولعب في قسم الثاني وهبط